# 车道镇
车道乡，是中华人民共和国甘肃省庆阳市环县下辖的一个乡镇级行政单位。

## 行政区划
车道乡下辖以下地区：
安掌村、陈掌村、代掌村、吊渠村、红台村、苦水掌村、刘渠村、刘园子村、三角城村、双庙村、万安村、王西掌村、魏洼村、杨掌村、樱桃掌村和元峁村。